# Palamon and Arcite (Edwardes)
Palamon and Arcite ist ein Theaterstück von Richard Edwardes. Es wurde im Jahre 1566 für Elisabeth I. in Oxford aufgeführt. Die Geschichte basiert auf Chaucers The Knight’s Tale. Obwohl der Text verloren ist, kennen wir den Inhalt des Stückes, da die spektakuläre Aufführung von Mitarbeitern und Studenten der Oxford University durch zeitgenössische Berichte bezeugt ist.

## Die Umstände der Aufführung
Das Stück wurde für einen Besuch der Königin in Christ Church (Oxford) geschrieben. Sein Autor war als Master of the Childern der Chorleiter des königlichen Chores, der Chapel Royal und am Hof mit der Organisation von Festlichkeiten betraut. Obwohl Edwardes üblicherweise als der Autor des Stückes gilt, gibt es Hinweise auf eine Co-Autorschaft Dritter und eine Übersetzung aus dem Lateinischen. Allerdings ist keine lateinische Fassung der Erzählung überliefert. Andere Autoren vermuten, dass dieser Hinweis sich auf weitere, für den Anlass gegebene Stücke in lateinischer Sprache bezieht. Die Aufführung erfolgte am 2. und 4. September 1566. Edwardess Biograph Albert Cook berichtet, dass das Stück die jungfräuliche Reinheit der Heldin Emilia betonte, um der Königin zu schmeicheln. Allerdings war zu dieser Zeit noch erwartet worden, dass Elisabeth – ähnlich wie die Heldin – heiraten würde. Jedenfalls belohnte Elisabeth nach der Aufführung die Darsteller von Emilia and Hippolyta mit Goldmünzen (Angel). Hippolyta wurde von John Rainolds dargestellt. Dieser gehörte später zu den Übersetzern der King-James-Bibel und wurde einer der führenden Puritaner der elisabethanischen Zeit.
Die Darsteller des Stückes waren Studenten und Professoren der Universität. Ihre Aufführung wurde mehrmals unterbrochen. Besucher versuchten die Schauspieler aufzuhalten, weil sie glaubten, diese würden wertvolle Gegenstände verbrennen; einer der Darsteller, John Dalapar, vergaß seinen Text und entschuldigte sich auf der Bühne bei der Königin, die ihn deshalb einen Schelm nannte. Während der Aufführung kamen drei Zuschauer zu Tode und fünf weitere wurden verletzt, als sie von einem Gebäude stürzten. Trotz des Unglücks wurde die Darbietung fortgesetzt.
Edwardess „Überlistung“ der jungfräulichen Königin war ein voller Erfolg: „... die Besucher belohnten die Heirats-Szene mit heftigem Applaus (‚incredibili spectatorum clamore et plausu‘), und die Königin gab Emilia zur Belohnung acht Engel (Goldmünzen)“ Die Königin soll vor allem von einer Szene angetan gewesen sein, in der Emilia im Garten Blumen pflückte und entzückend sang („was ... gatheringe her flowers prettily in ye garden and singing sweetlie in ye pryme of March.“).

## Inhalt des Stückes
Obwohl das Stück niemals gedruckt wurde und der Text verloren ist, ist der Inhalt in einer lateinischen Zusammenfassung von John Bereblock, einem Fellow des Exeter College erhalten. Er berichtet ausführlich von allen Ereignissen des königlichen Besuches. Er gibt auch die Kommentare von Besuchern wieder und überlieferte die Bemerkungen der Königin zu dem Stück.
Albert S. Cook fasst Bereblocks Bericht folgendermaßen zusammen:
Teil 1
- Palamon und Arcite, im Gefängnis, sie sehen Emilia und streiten wegen ihrer Liebe zu ihr.
- Die Flucht von Arcite.
- Rückkehr von Arcite, er lebt als Diener im Hause von Emilie
- Flucht von Palamon, er trifft Arcite im Wald und kämpft mit ihm
- Eingreifen von Theseus, er befiehlt ein Turnier innerhalb von 40 Tagen

Teil 2
- Ankunft der beiden Ritter mit ihren Freunden und ihrem Gefolge.
- Die Gebete von Palamon, Arcite und Emilia.
- Der siegreiche Kampf von Arcite.
- Das Streitgespräch der Götter.
- Saturn trifft Arcite mit unterirdischem Feuer
- Begräbnis des Arcite und Heirat von Emilia und Palamon.[2]